# At-Tariq
At-Tariq (L'Inarrivabile) è l'ottantaseiesima Sura del Corano, una sura meccana composta da 17 versetti. Questa sura tratta principalmente della creazione e del potere divino, invitando i fedeli a riflettere sulla natura dell'universo e sulla responsabilità individuale di fronte a Dio.

## Contenuto

### L'Introduzione
Versetti 1-3: La sura si apre con una descrizione di At-Tariq, il cielo notturno stellato, come testimone della verità divina.

### La Creazione e il Potere Divino
Versetti 4-7: Viene descritta la creazione dell'universo e il potere di Allah nell'originare tutte le cose.

### La Responsabilità Individuale
Versetti 8-14: Gli ascoltatori sono invitati a riflettere sulla natura dell'universo e sulla responsabilità individuale di fronte a Dio, ricordando loro l'importanza di credere e compiere azioni giuste.

### La Punizione Divina
Versetti 15-17: Viene avvertito coloro che rifiutano il messaggio divino della punizione che li attende per la loro incredulità.

## Analisi
La Sura At-Tariq è importante perché invita gli ascoltatori a riflettere sulla natura dell'universo e sulla responsabilità individuale di fronte a Dio. Essa sottolinea il potere di Allah nella creazione dell'universo e richiama l'attenzione sulla necessità di credere e compiere azioni giuste. Inoltre, la sura avverte della punizione per coloro che rifiutano il messaggio divino, invitandoli a riflettere sulle loro azioni e a prepararsi per il giorno della resurrezione. La sura è quindi significativa per la sua testimonianza della grandezza divina e della responsabilità umana di fronte alla verità e alla giustizia.